# Jura (departma)
Jura (oznaka 39) je francoski departma ob švicarski meji, imenovan po gorskem masivu Jura. Nahaja se v regiji Franche-Comté.

## Zgodovina
Departma je bil ustanovljen v času francoske revolucije 4. marca 1790 iz dela nekdanje pokrajine Franche-Comté.

## Geografija
Jura (Gozd) leži v južnem delu regije Franche-Comté ob meji s Švico. Na severu meji na departmaja Gornjo Saono in Doubs, na vzhodu na švicarski kanton Vaud, na jugu na departma regije Rona-Alpe Ain, na zahodu pa na burgundska departmaja Saône-et-Loire in Côte-d'Or.